# Магнитный усилитель

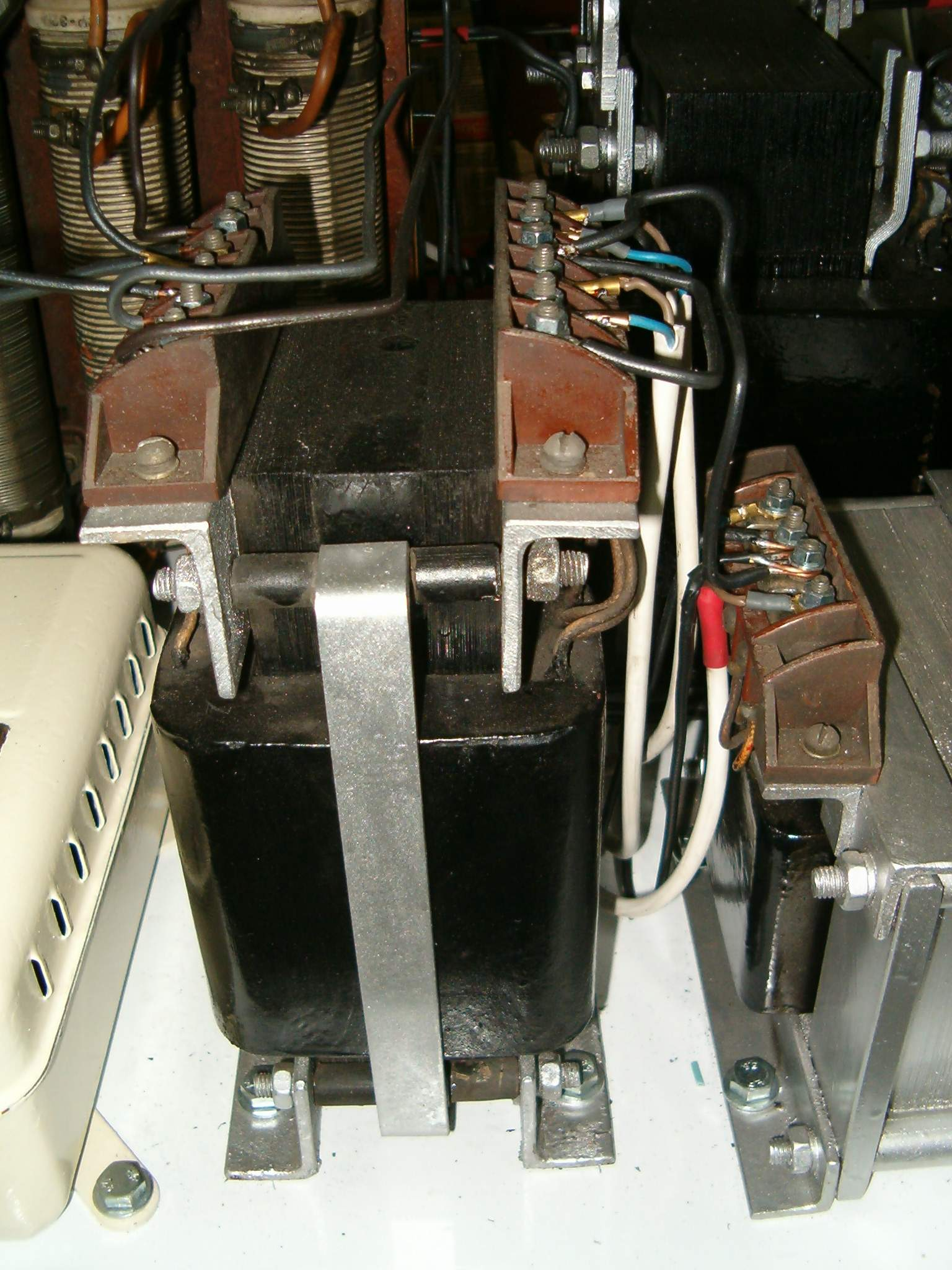
Магнитный усилитель (амплистат возбуждения) тепловоза М62

Упрощённая схема включения магнитного усилителя

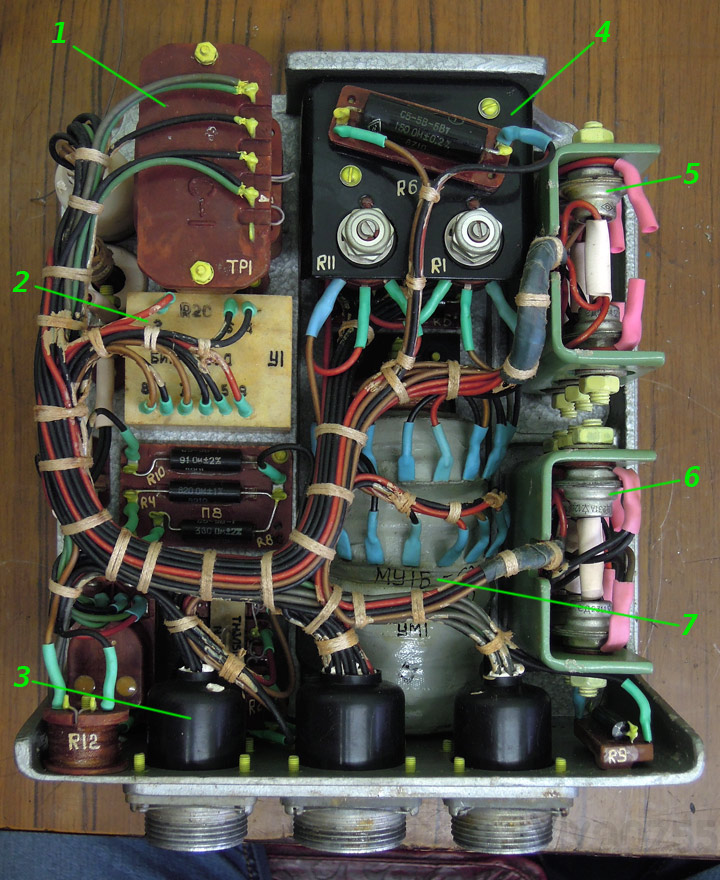
Блок регулирования напряжения от самолёта, 7 — магнитный усилитель

Магнитный усилитель (амплистат — от англ. amplifier — усилитель и static — статический, без движущихся частей, трансдуктор — от англ. transductor) — это электромагнитное устройство, работа которого основана на использовании нелинейных магнитных свойств ферромагнитных материалов и предназначенное для усиления или преобразования электрических сигналов. Применяется в системах автоматического регулирования, управления и контроля.

## Разновидности
- дроссельный магнитный усилитель;
- магнитный усилитель с самонасыщением (МУС),
- дифференциальный магнитный усилитель

## Принцип действия

### Дроссельный магнитный усилитель
Работа магнитного усилителя основана на нелинейностях характеристики намагничивания магнитопровода.
На крайних стержнях магнитного усилителя находится рабочая обмотка, которая состоит из двух катушек, соединённых последовательно и встречно.
Встречное включение рабочих обмоток необходимо для того, чтобы суммарная ЭДС в обмотке управления, наводимая от рабочей обмотки, была равна нулю. На среднем стержне размещается обмотка управления из большого количества витков W=. Если ток в неё не подаётся, а к рабочей обмотке, соединённой последовательно с нагрузкой, подведено переменное напряжение U~, то из-за малого количества витков W~ магнитопровод не насыщается, и почти всё напряжение падает на реактивном сопротивлении рабочих обмоток Z~. На нагрузке в этом случае выделяется малая мощность.
Если теперь пропустить по обмотке управления ток Iу, то даже при небольшом его значении (из-за большого W=), возникает насыщение магнитопровода. В результате реактивное сопротивление рабочей обмотки резко уменьшается, а величина тока в цепи — увеличивается. Таким образом, посредством малых сигналов в обмотке управления можно управлять значительной величиной мощности в рабочей цепи магнитного усилителя.
Но подобная конструкция МУ обладает рядом недостатков: малым усилением и нелинейностью, поскольку при малых токах управления рабочий ток также будет небольшим (это связно с нелинейностью в начале нагрузочной характеристики МУ и следовательно малым её наклоном), в цепи нагрузки при нулевом токе управления будет присутствовать ненулевой ток (ток холостого хода) кроме того рабочий ток не будет зависеть от полярности тока управления. Для увеличения коэффициента усиления и введения зависимости рабочего тока от полярности тока управления в МУ применяют дополнительную обмотку, т.н. «обмотку смещения», подавая на которую постоянное напряжение от отдельного источника можно выбрать рабочую точку МУ (точку при токе управления равном нулю), чем можно добиться линейной зависимости рабочего тока управления и существенного увеличения коэффициента усиления, а также зависимости рабочего тока от полярности тока управления, при этом в зависимости от соотношения полярности напряжений на обмотке управления и обмотке смещения нагрузочная характеристика будет смещаться: при согласном включении обмоток - происходит смещение характеристики влево (см. рис), а при встречном - право.
В простейшем случае магнитный усилитель — это управляемая постоянным током катушка индуктивности (дроссель), которая включается в цепь переменного тока последовательно с сопротивлением нагрузки.

Дроссельный магнитный усилитель без обмотки смещения
Нагрузочная характеристика МУ без обмотки смещения
Дроссельный магнитный усилитель с обмоткой смещения
Нагрузочная характеристика МУ с обмоткой смещения

### Магнитный усилитель с самонасыщением
Включение в цепь выходной обмотки полупроводниковых вентилей — диодов приводит к насыщению сердечника, поскольку по обмоткам будет протекать ток одного направления, а в моменты спадания намагничивающего тока в сердечнике будет присутствовать остаточная намагниченность. Управляющая обмотка создаёт поле, которое размагничивает сердечник.

### Обратные связи в магнитном усилителе
Для увеличения коэффициента усиления МУ в них вводят обратную связь (ОС), при этом обратная связь может быть двух типов: 
- внешней обратной связью
- внутренней обратной связью

При внешней ОС вводится дополнительная обмотка , которую также наматывают на средний сердечник магнитопровода, как и обмотки управления и смещения. При этом обмотки ОС включаются в цепь рабочих обмоток таким образом, чтобы при увеличении тока управления и, значит, рабочего тока ток в обмотке ОС также возрастал, дополнительно подмагничивая сердечник и ещё более увеличивая рабочий ток. При этом ток в цепи рабочей обмотки является переменным, тогда как в цепи обмотки ОС должен быть постоянным, поэтому последнюю включают последовательно в цепь с рабочей обмоткой через диодный мост.

МУ с внешней ОС и его нагрузочная характеристика

При использовании МУ с внутренней ОС рабочие обмотки включаются через разнонаправленные выпрямительные диоды, а нагрузка включается между клеммой сети и общей точкой обмотки, т.о. в один полупериод нагрузка питается от одной обмотки, а в другой полупериод - от второй обмотки, в каждой рабочей обмотке протекает знакопостоянный ток (при этом обмотки так соединяются так, что их поток намагничивания был направлен в одну сторону), дополнительно подмагничивая сердечник и этим самым ещё более увеличивая ток в рабочих обмотках.
В обоих случаях обратная связь в одном направлении полярности на обмотке управления МУ является положительной: при увеличении тока управления сердечник подмагничивается, рабочий ток возрастает, с помощью обратной связи ещё более намагничивая сердечник, тем самым ещё более увеличивая выходной ток; при противоположном напряжении на обмотке управления ОС становится отрицательной. Т.о. нагрузочная характеристика становится более несимметричной, коэффициент усиления на обратной ветви становится очень малым, на прямой — сильно возрастает, достигая 1000, а в отдельных случаях до 3000 - 5000.

### Дифференциальный магнитный усилитель
Для того, чтобы управлять направлением тока в нагрузке с большим коэффициентом усиления и очень линейной нагрузочной характеристикой с малым током холостого хода, применяются дифференциальные магнитные усилители. Дифференциальный МУ — это комбинация из двух МУ (с обмотками ОС, смещения), включенных так, что с одной стороны их рабочие обмотки включаются встречно и к ним подключается нагрузка, с другой стороны нагрузка подключается к средней точке питающего трансформатора (две остальные его клеммы питают цепь рабочих обмоток). Обмотки управления обоих МУ включаются последовательно встречно и при подаче управляющего напряжения один магнитный усилитель будет работать с ПОС, другой с ООС, в результате суммарная характеристика будет близка к характеристике МУ, работающего с ПОС, при уменьшении по модулю тока управления интенсивность МУ с ПОС уменьшается, а МУ с ООС  увеличивается, при этом характеристика линейно стремится к нулю, при изменении знака роли МУ меняются, а характеристика имеет также такую же линейность в противоположной области. Подобные ДМУ могут применяться для управления асинхронными электродвигателями, поэтому их иногда называют реверсивными МУ.

## Характеристики
| Характеристика                      | Магнитный усилитель                  |
| ----------------------------------- | ------------------------------------ |
| Управляемый ток                     | переменный                           |
| Управляющий ток                     | постоянный или медленно изменяющийся |
| Чувствительность                    | 10−19 Вт                             |
| Выходная мощность                   | до 500 МВА                           |
| Коэффициент усиления одного каскада | до 106                               |
| Рабочая температура                 | от 0 °С до 500 °С                    |
| Рабочее напряжение                  | не ограничено                        |

## Применение
Основное назначение — управление силовым электроприводом (распространены в строительной технике), также применялись в бытовых стабилизаторах переменного напряжения, бесконтактных реле, для модуляции сигналов, для удвоения частоты, в регуляторах яркости осветительных приборов киноконцертных залов, в двоичной ЭВМ ЛЭМ-1 Л. И. Гутенмахера и в троичных ЭВМ «Сетунь» и «Сетунь-70» Н. П. Брусенцова, управлении мощными электродвигателями, например в прокатных станах, в цепях управления тепловоза. Магнитные усилители во многих областях электротехники и электроники были вытеснены активными полупроводниковыми приборами, но и сейчас они применяются в ряде областей.
По-прежнему магнитные усилители используются в системах усиления постоянных токов от тензодатчиков. Гибридные устройства, включающие миниатюрный магнитный усилитель и полупроводниковый усилитель, обладают малым дрейфом нуля и высокой точностью.
Магнитный усилитель позволяет бесконтактно измерять постоянные токи в линиях электропередач. В последнее время для этого всё чаще применяют более компактные датчики Холла.